# Buckroney-Brittas Dunes and Fen SAC
Buckroney-Brittas Dunes and Fen SAC este o arie protejată (arie specială de conservare — SAC, sit de importanță comunitară — SCI) din Irlanda întinsă pe o suprafață de 302,88 ha, integral pe uscat.

## Localizare
Centrul sitului Buckroney-Brittas Dunes and Fen SAC este situat la coordonatele 52°52′01″N 6°04′35″W / 52.867081°N 6.076436°V.

## Înființare
Situl Buckroney-Brittas Dunes and Fen SAC a fost declarat sit de importanță comunitară în iulie 1999 pentru a proteja 6 specii de animale. Situl a fost protejat și ca arie specială de conservare în februarie 2022.

## Biodiversitate
Situată în ecoregiunea atlantică, aria protejată conține 10 habitate naturale: Vegetație anuală la limita mareei, Vegetație perenă pe țărmurile stâncoase, Pășuni mediteraneene udate de apa mării (Juncetalia maritimi), Dune mobile cu vegetație embrionară, Dune mobile de-a lungul țărmului cu Ammophila arenaria („dune albe”), Dune de coastă fixe cu vegetație erbacee („dune gri”), Dune fixe decalcificate atlantice (Calluno-Ulicetea), Dune cu Salix repens ssp. argentea (Salicion arenariae), Depresiuni intradunale umede, Mlaștini alcaline.
La baza desemnării sitului se află mai multe specii protejate de  păsări (6): rață pitică (Anas crecca), rață mare (Anas platyrhynchos), becațină comună (Gallinago gallinago), culic mare (Numenius arquata), chiră mică (Sterna albifrons), nagâț (Vanellus vanellus).
Pe lângă speciile protejate, pe teritoriul sitului au mai fost identificate 8 specii de plante, 1 specie de mamifere, 6 specii de nevertebrate.